# Eva und Klaus Grohe-Preis
Der Eva und Klaus Grohe-Preis der Berlin-Brandenburgischen Akademie der Wissenschaften war ein deutscher Wissenschaftspreis.
2001 gründete der ehemalige Leiter des Zentrallabors der Bayer AG in Leverkusen, Klaus Grohe, gemeinsam mit seiner Ehefrau Eva die Klaus-Grohe-Stiftung bei der Gesellschaft Deutscher Chemiker (GDCh). Das Stiftungsvermögen beträgt 200.000 Euro. Ziel der Stiftung ist es, hochqualifizierte Wissenschaftler für die Wirkstoffforschung zu interessieren. 2004 wurden zum ersten Mal drei junge Forscher für herausragende Doktorarbeiten mit dem mit 2.000 Euro dotierten Klaus-Grohe-Preis für medizinische Chemie ausgezeichnet. Außerdem stiftete Grohe mit seiner Ehefrau den Eva und Klaus Grohe-Preis.
Der Eva und Klaus Grohe-Preis war mit 20.000 Euro dotiert und wurde zwischen 2003 und 2015 alle zwei Jahre von der Berlin-Brandenburgischen Akademie der Wissenschaften für herausragende wissenschaftliche Leistungen promovierter deutscher Wissenschaftler auf dem Gebiet der Infektiologie, sowohl in der klinischen Forschung als auch der Grundlagenforschung, verliehen.

## Preisträger
- 2003 Sibylle Schneider-Schaulies, Würzburg
- 2005 Arturo Zychlinsky, Berlin
- 2007 Sebastian Suerbaum, Hannover
- 2009 Kai Matuschewski, Berlin
- 2011 Stefan Niemann, Borstel
- 2013 Michael Schindler, München
- 2015 Erich Gulbins, Essen